# Bajmak
Bajmak (in baschiro Bajmaq) è una città della Russia europea centro-orientale (Repubblica Autonoma della Baschiria). È il capoluogo amministrativo del rajon Bajmakskij.
Sorge nel pedemonte uraliano meridionale (monte Irendyk), sul fiume Tanalyk, 489 km a sud della capitale Ufa.
Fondata nel 1913 durante la costruzione di uno stabilimento per la lavorazione di minerali di oro, ottenne lo status di città nel 1938.